# Casais (Lousada)
Casais ist eine Gemeinde (Freguesia) im portugiesischen Kreis (Concelho) von Lousada. In ihr leben 1409 Einwohner (Stand 30. Juni 2011).

## Geschichte
Der heutige Ort entstand vermutlich im Zuge der Wiederbesiedlungen nach der Reconquista. In den königlichen Erhebungen von 1258 wurde Casais bereits als eigene Gemeinde geführt.

## Kultur und Sehenswürdigkeiten
Die einschiffige, manieristisch-barocke Gemeindekirche Igreja Paroquial de Casais (nach ihrem Schutzpatron auch Igreja de São Paio) stammt aus dem 17. Jahrhundert.
Weitere Baudenkmäler in der Gemeinde sind zwei Kapellen und das Landgut Quinta da Tapada, mit Herrenhäuser und Kapelle.